# Natalija Dovhodko
Natalija Dovhodko (ukrainska: Наталія Довгодько), född den 7 februari 1991 i Kiev i Ukrainska SSR, Sovjetunionen, är en ukrainsk roddare.

## Karriär
Dovhodko tog OS-guld i scullerfyra i samband med de olympiska roddtävlingarna 2012 i London.
I maj 2023 vid EM i Bled tog Dovhodko guld tillsammans med Daryna Verchohljad, Anastasija Kozjenkova och Kateryna Dudtjenko i scullerfyra. I april 2024 vid EM i Szeged tog de silver tillsammans i scullerfyra.